# Ян Шмід
Ян Шмід (норв. Jan Schmid) — норвезький лижний двоборець швейцарського походження, олімпійський медаліст, призер чемпіонатів світу. 
Срібну олімпійську медаль Шмід виборов у складі норвезької команди в естафеті великий трамплін + 4х5 км на Пхьончханській олімпіаді 2018 року.
Шмід народився й виріс у Норвегії, розмовляв норвезькою, але мав швейцарський паспорт, оскільки його батьки були швейцарцями. Йому довелося виплатити 120 тис. крон відкупних швейцарській федерації, щоб мати право виступати за Норвегію.
У 35 років оголосив про завершення своєї кар'єри спортсмена.

## Зовнішні посилання
- Досьє на сайті FIS [Архівовано 1 серпня 2017 у Wayback Machine.]

## Виноски
1. ↑  Міжнародна федерація лижного спорту — 1924.
2. ↑  Team large hill/4 × 5 km results
3. ↑  Bugge, Mette (25 жовтня 2006). Blir norsk - må betale 120 000 kr. Aftenposten (Norwegian) . Архів оригіналу за 3 березня 2016. Процитовано 8 березня 2016.
4. ↑  Чемпіон світу несподівано оголосив про завершення кар'єри. depo.ua. 29.04.2019. Архів оригіналу за 17 лютого 2022. Процитовано 29 квітня 2019.